# Melusine (1944)
Melusine ist ein 1943/1944 gedrehter deutscher Liebesfilm und ein Filmdrama des Regisseurs Hans Steinhoff, der erst 70 Jahre nach den Dreharbeiten in die Kinos kam. In den Hauptrollen verkörpern Olga Tschechowa als Nora, Siegfried Breuer als Stefan und Angelika Hauff als Tochter von Nora die Protagonisten einer unfreiwillig zustande gekommenen Dreiecksbeziehung.

## Handlung
Im dichten Nebel erblickt die Schriftstellerin Nora den bei einem heftigen Autounfall schwer verletzten Bergbauingenieur Stefan, der, neben vielen Blutspuren, fast leblos in seinem Auto liegt. Im Krankenhaus verlieben sich die beiden ineinander, verlieren sich jedoch dann aus den Augen.
Zu einem späteren Zeitpunkt rettet Stefan das Leben von Christine, der Tochter von Nora. Auch die beiden verlieben sich ineinander und verloben sich sogar. Als Christine jedoch erfährt, dass Stefan auch bereits in ihre Mutter verliebt war, flüchtet sie in einem Boot auf das offene Meer. Stefan gibt jedoch nicht auf. Er sucht und findet Christine und beteuert, dass er nur sie liebt. In der Folge bleiben die beiden zusammen, während Christines Mutter Nora zu ihrem geschiedenen Mann zurückgeht.

## Produktionsnotizen
Gedreht wurde der Film ab dem 26. Juli bis Anfang Dezember 1943 in der österreichischen Gemeinde Strobl, am angrenzenden Wolfgangsee, im Salzkammergut und in einem umgebauten Kursaal in Bad Ischl. Robert Herlth war gemeinsam mit seinem Bruder Kurt Herlth und Helmut Haak für die Filmbauten verantwortlich. Günther Dittmer war der Standfotograf und Walter Rühland sorgte für den Ton.
Von den Wirren des herrschenden Krieges zeigt der Film keine Spur. Aus den Produktionsnotizen geht jedoch hervor, dass der Regisseur Hans Steinhoff ursprünglich geplant hatte, den Film am italienischen Mittelmeer zu drehen. Die drohende Landung US-amerikanischer Truppen machten seinem Plan aber einen Strich durch die Rechnung, in der Folge wurde an den vorgenannten Drehorten gefilmt.

## Filmzensur
Das NS-Regime überprüfte den Film auf eventuell dem Regime abträgliche Inhalte und erlegte ihm im Dezember 1944 ein uneingeschränktes Aufführungsverbot auf. Als Begründung mutmaßte Boguslaw Drewniak: "...der 1943/44 hergestellte Film wurde von der Zensur nicht freigegeben. Ohne Angabe von Gründen. Diese müßte man nur im Filmthema suchen: Solche Liebesprobleme waren nicht auf die 'Not der Zeit' abgestimmt".

## Erscheinungstermin
Aufgrund des vom NS-Regime erteilten Aufführungsverbotes wurde der Film vor dem Ende des Zweiten Weltkrieges nicht mehr gezeigt. Danach zunächst in Vergessenheit geraten, kam der Film als Überläufer dennoch in die deutschen Kinos. Etwa 70 Jahre nach den Dreharbeiten wurde der Streifen am 2. März 2014 erstmals im Berliner Zeughauskino uraufgeführt.